# فيضانات بوكافو 2022
فيضانات بوكافو 2022 في أوائل عام 2022 تسببت الأمطار الغزيرة في حدوث فيضانات كبيرة ضربت مدينة بوكافو بجمهورية الكونغو الديمقراطية.

## الأحداث
في 22 فبراير 2022 توفي 6 أشخاص من بينهم 4 أطفال بعد أن تسببت الأمطار الغزيرة في حدوث فيضانات.
في 16 مارس ضربت الفيضانات مدينة بوكافو والمناطق المحيطة بها في مقاطعة كيفو الجنوبية على ضفاف بحيرة كيفو وعلى مقربة من الحدود مع رواندا. أفادت وسائل إعلام محلية عن تضرر منازل وطرق وسيارات. جرفت مياه الفيضانات القوية السيارات وألقتها في بحيرة كيفو. كانت بلدية كادوتو من أكثر المناطق تضرراً. قُتل 10 أشخاص ودُمرت مئات المنازل. 10 people were killed and hundreds of homes were destroyed.